# 马尔加里托夫卡河
马尔加里托夫卡河（俄语：Река Маргаритовка），前称普松河（俄语：Река Пфусунг），上游称东北岔（俄语：Река Тубаца）和湾沟（俄语：Река Вангоу），是滨海边疆区奥莉加区的河流，源起通过山东坡，长66公里，流域面积964平方公里，注入日本海水手-渔人湾。上游通过深的峡谷，河谷宽度多次变化，下游河谷可宽2.6公里。1972年更为现名。

## 引用
1. ↑  А·П·穆拉诺夫. . 列宁格勒: 气象出版社. 1966 （俄语）.
2. ↑  . 列宁格勒: 气象出版社 （俄语）.
3. ↑  Т·А·基谢尔科瓦娅. . 列宁格勒: 气象出版社. 1977 （俄语）.
4. ↑   (PDF). www.vladcity.com. （原始内容 (PDF)存档于2011-07-17）.